# Гедвіг Ліндаль
Гедвіг Ліндаль (швед. Rut Hedvig Lindahl, нар. 29 квітня 1983) — шведська футболістка, срібна призерка Олімпійських ігор 2016 року.

## Особисте життя
Вона одружилася зі своєю дружиною Сабіною у 2011 році. У них двоє дітей, які народилися у 2014 та 2017 роках.

## Виступи на Олімпіадах
| Олімпіада           | Дисципліна | Місце |
| ------------------- | ---------- | ----- |
| Пекін 2008          | футбол     | 6     |
| Лондон 2012         | футбол     | 7     |
| Ріо-де-Жанейро 2016 | футбол     | 2     |